# Myrcianthes lanosa
Myrcianthes lanosa là một loài thực vật có hoa trong Họ Đào kim nương. Loài này được McVaugh mô tả khoa học đầu tiên năm 1958.